# Mine vaganti
Mine vaganti è un film del 2010 diretto da Ferzan Özpetek.
Ha ottenuto 13 candidature ai David di Donatello 2010, vincendo due statuette per i migliori interpreti non protagonisti (Ilaria Occhini ed Ennio Fantastichini), e nello stesso anno ottiene il Premio Speciale della Giuria al Tribeca Film Festival. Ha vinto 5 Nastri d'argento e ha ottenuto una candidatura al Premio del Pubblico Europeo e una per l’autore della colonna sonora degli European Film Awards.

## Trama
Tommaso Cantone è un giovane che ha lasciato la sua terra d'origine, il Salento, a causa dell'ambiente arretrato e bigotto, e risiede a Roma da diverso tempo, dove ha avuto modo di crearsi una sua indipendenza e vive alla luce del sole la propria omosessualità con il compagno Marco. Dopo parecchio tempo, deciso a rivelare alla propria famiglia il suo orientamento sessuale, ritorna nella sua terra natale, dove viene a confrontarsi con i genitori borghesi e una società diversa. La famiglia Cantone, numerosa e bizzarra, è nota a Lecce come proprietaria di un grande pastificio industriale. Tommaso dovrà fronteggiare la soffocante madre Stefania, il severo padre Vincenzo, la sorella Elena, che aspira a una vita migliore rispetto a quella di casalinga, e il fratello maggiore Antonio, che il padre vorrebbe venisse affiancato da Tommaso nella gestione del pastificio. Del numeroso clan dei Cantone fanno parte anche l'eccentrica zia Luciana e la nonna, imprigionata nel ricordo di un amore perduto, ma con una sua dolente e comprensiva saggezza.
Una volta tornato a Lecce, Tommaso rivela la sua omosessualità al fratello Antonio, che non rimane particolarmente turbato dalla rivelazione; tuttavia la sera in cui Tommaso vorrebbe rivelarsi alla sua intera famiglia è Antonio a prendere la parola per primo e a dichiararsi omosessuale a sua volta: sentendo la responsabilità di portare avanti il nome della famiglia, l'uomo si era sempre nascosto, ma vedendo nella rivelazione del fratello la sua condanna definitiva aveva deciso di farlo per primo. In effetti le conseguenze di quel gesto sono tragiche: Vincenzo caccia di casa Antonio poco prima di avere un infarto; l'intera famiglia si sente bersagliata dalle maldicenze e dai pettegolezzi del paese, mentre su Tommaso ricade tutta la responsabilità del pastificio. Il ragazzo, tuttavia, ha mentito anche sul suo percorso universitario: ha infatti dichiarato di essere iscritto a economia e commercio, mentre in realtà si è laureato in lettere e il suo sogno è di diventare uno scrittore. In questo trova però un'inaspettata alleata in Alba Brunetti, figlia del socio di Vincenzo e brillante economista, con la quale Tommaso instaura un'ambigua amicizia.
Mentre la famiglia reagisce all'improvviso cambiamento, Tommaso si sente sempre più inadeguato nelle sue nuove responsabilità, cosa che lo porta anche a trascurare il fidanzato Marco e a non poter tornare a Roma come avrebbe voluto. Dopo un tesissimo confronto con suo fratello, nel quale ciascuno dei due rinfaccia all'altro le sue colpe, la quotidianità dei Cantone viene sconvolta dall'arrivo di Marco assieme agli amici Davide, Andrea e Massimiliano: credendoli eterosessuali, i genitori di Tommaso li accolgono in casa propria, contro la volontà di Tommaso. Ben presto la stravaganza dei tre amici fa insospettire la famiglia di Tommaso, confermando alcuni indizi sulla sua omosessualità; Marco intanto rinfaccia al proprio compagno di non essere in grado di affrontare i genitori, e il loro rapporto si fa molto teso. Solo poco prima della partenza i due fidanzati riescono a chiarirsi; una volta andati via Marco e gli amici, Tommaso trova finalmente il coraggio di affrontare i suoi genitori e dichiarare che la vita che loro hanno scelto per lui non è quella che lui vuole vivere.
La sera stessa la nonna mette in atto un piano estremo per risolvere la situazione: pur affetta da diabete mellito, mangia un'enorme quantità di dolci che la porta alla morte. Poiché risulta la maggiore azionista del pastificio, nelle sue ultime volontà lo lascia ad Antonio, che così dovrà rientrare in famiglia, e raccomanda a ciascun membro della famiglia di essere sé stesso e di rispettare la diversità altrui. Durante il suo funerale, passato e presente si fondono in una scena quasi onirica: la nonna ritrova il suo amato Nicola, fratello di suo marito e suo unico vero amore; Vincenzo e Antonio sembrano riappacificarsi, mentre Tommaso guarda ballare Marco e Alba e, dopo aver accennato un sorriso, se ne va.

## Produzione
Dopo Un giorno perfetto, continua la collaborazione tra Özpetek e Procacci. La sceneggiatura è scritta a quattro mani da Özpetek e Ivan Cotroneo, ispirata a una storia realmente accaduta a due fratelli amici del regista. Le riprese sono iniziate a Lecce in agosto 2009. A differenza dei precedenti lavori, tutti girati e ambientati a Roma, questo è stato girato a Lecce, sulla quale il regista Ferzan Özpetek ha dichiarato:
Inizialmente il ruolo di Alba Brunetti era stato adattato per Alba Rohrwacher, che ha dovuto rinunciare alla parte a causa di impegni già assunti. Dopo aver vagliato una rosa di candidate, tra cui Ambra Angiolini (lanciata nel mondo del cinema proprio dallo stesso Özpetek, con il film del 2006 Saturno contro), Micaela Ramazzotti e Cristiana Capotondi, nel mese di luglio è stata scelta Nicole Grimaudo, che aveva già lavorato con Özpetek nel precedente Un giorno perfetto.
Integralmente girato nel Salento, riconoscibile dalle torri di avvistamento costruite dal sovrano aragonese Carlo V, dalle spiagge di Gallipoli al pastificio (vero) di Corigliano d'Otranto o dalle zone di piazza Sant'Oronzo e via Paladini di Lecce.
Lo stesso sindaco della città, Paolo Perrone, ha conferito la cittadinanza onoraria al regista Ferzan Özpetek.

## Colonna sonora
Le musiche del film sono composte interamente da Pasquale Catalano, già autore della colonna sonora de Le conseguenze dell'amore di Paolo Sorrentino, orchestrate e dirette da Catalano assieme a Giuseppe Sasso. Il trailer del film è accompagnato dal brano 50mila di Nina Zilli, di cui è stata realizzata una nuova versione appositamente per il film. Della colonna sonora fanno parte due canzoni di Patty Pravo: la celebre Pensiero stupendo, in una versione live, e l'inedita Sogno, composta appositamente per il film. Presente anche Una notte a Napoli dei Pink Martini. In una delle scene finali, viene eseguito il pezzo della popolare cantante turca Sezen Aksu, Kutlama.

## Distribuzione
Un primo teaser trailer del film è stato distribuito il 29 dicembre 2009, Il film è uscito nelle sale cinematografiche italiane il 12 marzo 2010, in circa 400 sale su distribuzione 01 Distribution. Il film viene venduto in 15 paesi e distribuito con il titolo internazionale Loose Cannons.
Il film è stato presentato fuori concorso alla 70ª edizione della Berlinale, il 13 febbraio 2010. accolto in modo caloroso dalla stampa. L'anteprima italiana, alla presenza di tutto il cast, è avvenuta a Lecce giovedì 10 marzo 2010.
Dopo la presentazione al Festival di Berlino, il 21 aprile 2010 il film partecipa in concorso alla nona edizione del Tribeca Film Festival. È stato l'unico film italiano in concorso, e assieme ad altre undici pellicole ha concorso per i premi al migliore film, al migliore attore e alla migliore attrice. Al termine della rassegna newyorkese, fondata da Robert De Niro, a Mine vaganti viene assegnato il Premio Speciale della Giuria con la seguente motivazione:
(Motivazione della Giuria del Tribeca Film Festival.)
Il film è stato selezionato per partecipare alla 54ª edizione del London Film Festival, tenutosi dal 13 al 28 ottobre 2010.

### Distribuzione internazionale
- Italia: 12 marzo 2010
- Svizzera: 25 marzo 2010 (Canton Ticino)
- Turchia: 26 marzo 2010, come Serseri mayinlar
- Stati Uniti: 28 aprile 2010, come Loose Cannons (Tribeca Film Festival)
- Svezia: 2 luglio 2010, come En italiensk familj på gränsen till sammanbrott
- Germania: 15 luglio 2010, come Männer al dente
- Francia: 21 luglio 2010, come Le premier qui l'a dit
- Sudafrica: 24 luglio 2010 (Durban International Film Festival)
- Polonia: 30 luglio 2010, come Mine vaganti. O milosci i makaronach
- Austria: 6 agosto 2010, come Männer al dente
- Svizzera: 11 agosto 2010 (parte francese)
- Svizzera: 26 agosto 2010 (parte tedesca)
- Portogallo: 7 ottobre 2010, come Uma Família Moderna
- Irlanda: 17 dicembre 2010
- Regno Unito: 17 dicembre 2010, come Loose Cannons
- Spagna: 22 dicembre 2010, come Tengo algo que deciros
- Brasile: 1º gennaio 2011, come O Primeiro que Disse
- Ungheria: 27 gennaio 2011, come Szerelem, pasta, tenger
- Russia: 17 febbraio 2011
- Giappone: 30 aprile 2011 (Festival del Cinema Italiano Tokyo)
- Colombia: 13 maggio 2011, come Hombres al dente
- Paesi Bassi: 19 maggio 2011
- Canada: 10 giugno 2011
- Argentina: 14 luglio 2011, come Tengo algo que decirles
- Filippine: 10 novembre 2011 (Italian Film Festival)
- Venezuela: 1º giugno 2012
- Cile: 7 giugno 2012
- Messico: 28 settembre 2012

### Edizione Home Video
L'edizione DVD del film è stata distribuita per il noleggio a partire dal 25 giugno 2010, mentre è disponibile per la vendita, in DVD e Blu-ray Disc, dal 27 agosto 2010.

## Accoglienza

### Incassi

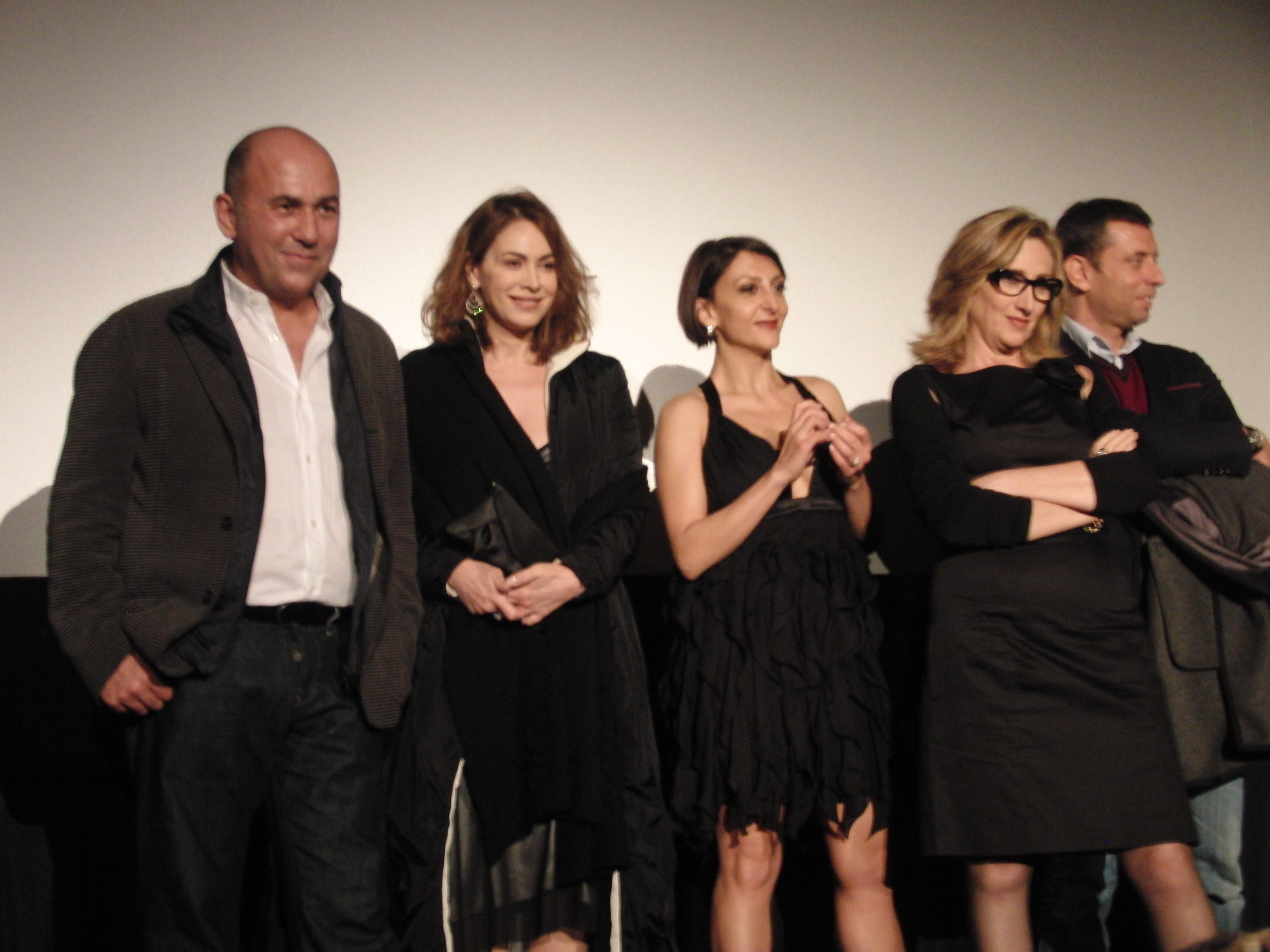
Ferzan Ozpetek e il cast alla presentazione del film al Tribeca Film Festival.

Al suo esordio nelle sale cinematografiche, il film si è piazzato al secondo posto del botteghino italiano, dietro Alice in Wonderland, incassando 2078816 € nel primo week-end di programmazione. Nella seconda settimana di programmazione, il film rimane stabile al secondo posto della classifica dei film più visti con un incasso pari a 1546593 €.
Il film ha complessivamente incassato 8300656 €, (dato aggiornato al 2 agosto 2010) piazzandosi al 21º posto tra i film più visti in Italia della stagione cinematografica 2009-2010.

## Riconoscimenti
- 2010 - David di Donatello
  - Migliore attrice non protagonista a Ilaria Occhini
  - Migliore attore non protagonista a Ennio Fantastichini
  - Nomination Miglior film a Domenico Procacci e Ferzan Özpetek
  - Nomination Miglior regista a Ferzan Özpetek
  - Nomination Migliore sceneggiatura a Ivan Cotroneo e Ferzan Özpetek
  - Nomination Miglior produttore a Domenico Procacci
  - Nomination Migliore attrice non protagonista a Elena Sofia Ricci
  - Nomination Miglior fotografia a Maurizio Calvesi
  - Nomination Miglior colonna sonora a Pasquale Catalano
  - Nomination Miglior canzone originale (Sogno) a Patty Pravo
  - Nomination Migliore scenografia a Andrea Crisanti
  - Nomination Migliori costumi a Alessandro Lai
  - Nomination Miglior montaggio a Patrizio Marone
- 2010 - Nastro d'argento
  - Miglior commedia a Ferzan Özpetek
  - Miglior attore non protagonista a Ennio Fantastichini
  - Miglior attrice non protagonista a Elena Sofia Ricci e Lunetta Savino
  - Miglior fotografia a Maurizio Calvesi
  - Miglior canzone originale (Sogno) a Patty Pravo
  - Nomination Regista del miglior film a Ferzan Özpetek
  - Nomination Miglior produttore a Domenico Procacci
  - Nomination Migliore sceneggiatura a Ferzan Özpetek e Ivan Cotroneo
  - Nomination Miglior attore protagonista a Riccardo Scamarcio
  - Nomination Migliore scenografia a Andrea Crisanti
  - Nomination Miglior colonna sonora a Pasquale Catalano
- 2010 - Globo d'oro
  - Miglior film a Ferzan Özpetek
  - Miglior sceneggiatura a Ferzan Özpetek e Ivan Cotroneo
  - Miglior fotografia a Maurizio Calvesi
  - Miglior attrice rivelazione a Nicole Grimaudo

- 2010 - Ciak d'oro
  - Miglior film a Ferzan Özpetek[28]
  - Migliore attore protagonista a Riccardo Scamarcio[28]
  - Migliore attrice non protagonista a Elena Sofia Ricci[28]
  - Migliore attore non protagonista a Ennio Fantastichini[28]
  - Nomination Migliore sceneggiatura a Ferzan Özpetek e Ivan Cotroneo
  - Nomination Miglior produttore a Domenico Procacci
  - Nomination Migliore scenografia a Andrea Crisanti
  - Nomination Miglior manifesto
- 2010 - Tribeca Film Festival
  - Premio Speciale della Giuria a Ferzan Özpetek
- 2011 - Bif&st[29]
  - Premio Mario Monicelli a Ferzan Ozpetek
  - Premio Suso Cecchi D'Amico a Ferzan Ozpetek e Ivan Cotroneo
  - Premio Tonino Guerra a Ferzan Ozpetek e Ivan Cotroneo
  - Premio Anna Magnani a Nicole Grimaudo
  - Premio Alida Valli a Ilaria Occhini[30]
- 2011 - Moviemov Italian Film Festival di Bangkok[31]
  - Miglior film a Ferzan Ozpetek
- 2010 - Alabarda d'oro
  - Migliore sceneggiatura a Ferzan Ozpetek e Ivan Cotroneo
- 2010 - European Film Awards
  - Nomination Miglior colonna sonora a Pasquale Catalano
  - Nomination Audience Award - Miglior film a Ferzan Özpetek

## Adattamento teatrale
Nel 2020 Ferzan Özpetek ha realizzato una riduzione teatrale del lungometraggio, realizzata per la compagnia Nuovo Teatro di Marco Balsamo in collaborazione con la fondazione Teatro della Toscana. Il cast è composto da Arturo Muselli, Francesco Pannofino e Caterina Vertova. Due degli attori presenti nel film originale recitano in ruoli diversi da quelli ricoperti in precedenza: Paola Minaccioni, nel film la cameriera Teresa, è nei panni di Stefania Cantone; Giorgio Marchesi, che era Nicola nel lungometraggio, ricopre il ruolo di Antonio Cantone. La pièce ha debuttato a gennaio 2020 ed è stata portata in tour in tutta Italia.